# Jürgen Friedrich (Informatiker)

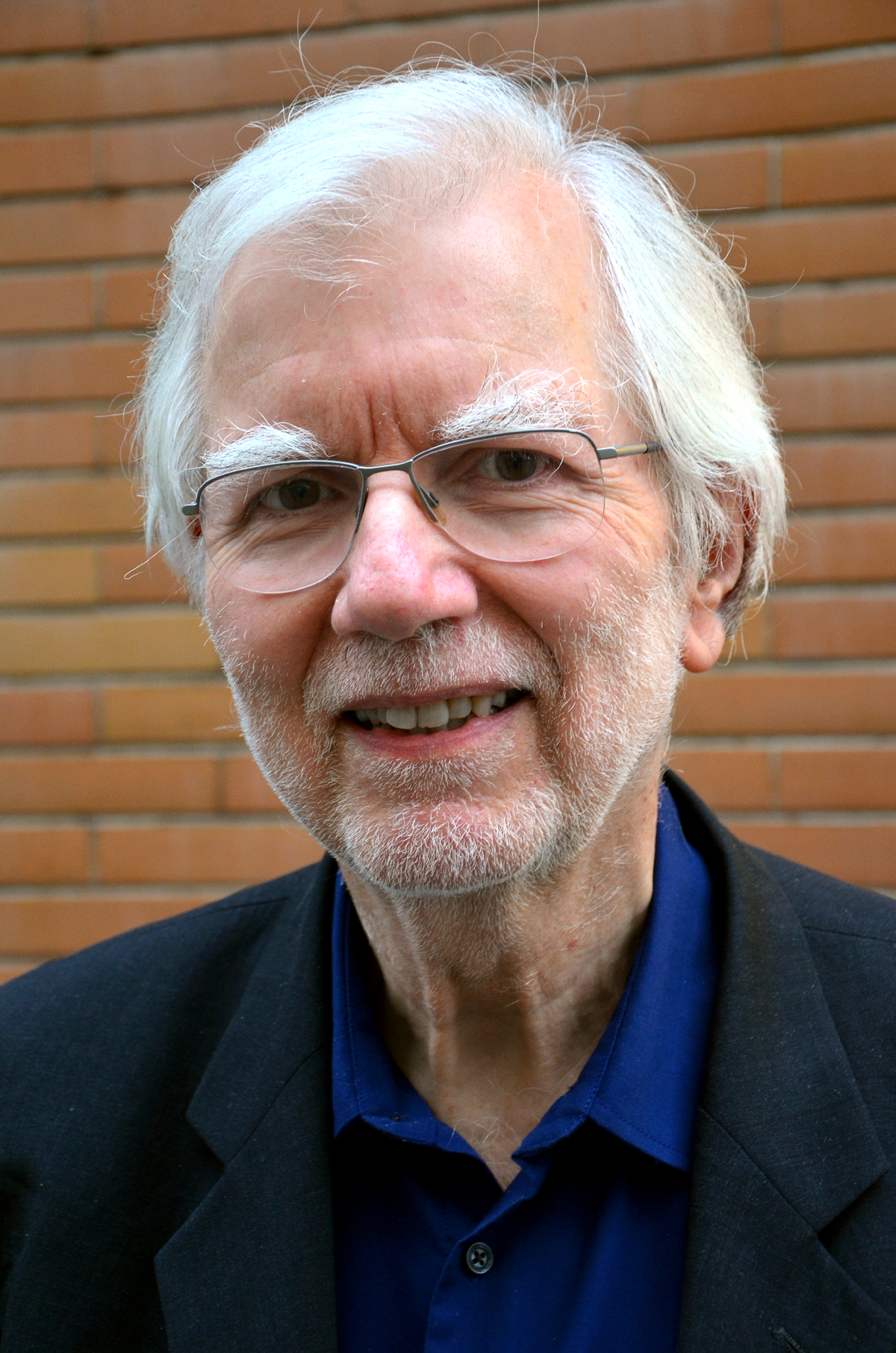
Jürgen Friedrich (2013)

Jürgen Friedrich (* 28. August 1942 in Köln; † 26. August 2018 in Bremen) war ein deutscher Informatiker. Er war Professor für Angewandte Informatik an der Universität Bremen.

## Biografie
Nach dem Abitur am Humboldt-Gymnasium Köln studierte Friedrich von 1962 bis 1967 Nachrichtentechnik an der Rheinisch-Westfälischen Technischen Hochschule Aachen (RWTH Aachen), wo er als Dipl.-Ing. abschloss. Es folgte ein Studium der Sozialwissenschaften und Ökonomie an der Freien Universität Berlin. Dort promovierte er 1979 mit dem Thema „Soziologie und Kybernetik“ bei Dieter Claessens und Ivan Bystřina. Nach einer Tätigkeit als wissenschaftlicher Mitarbeiter an der FU Berlin (1969 bis 1975) und der Abteilung Informatik der Universität Dortmund (1976 bis 1986) folgte Jürgen Friedrich einem Ruf auf eine Professur für ›Informatik und Gesellschaft‹ im Fachbereich Mathematik und Informatik der Universität Bremen.
Er war Gründungsmitglied des Technologie-Zentrums Informatik und Informationstechnik TZI an der Universität Bremen.  1997 wurde er zum Vorsitzenden der Gründungskommission für den hochschulübergreifenden internationalen Studiengang Digitale Medien bestimmt. Von 2001 bis 2012 war er Mitglied im Vorstand des ›Zentrums für Multimedia in der Lehre‹ der Universität Bremen.
Nach dem Ende seiner Lehrtätigkeit in Bremen hielt er Vorlesungen in China – ab 2004 als Gastprofessor an der Technischen Universität Guangdong und seit 2017 auch als Gastprofessor an der Tongji-Universität in Shanghai.
Friedrich war treibende Kraft und einer der vier Herausgeber des ersten deutschsprachigen Lehrbuchs Informatik und Gesellschaft (1995). Er engagierte sich beruflich und privat für Digitale Medien und Freies Wissen. Er war von 2013 bis 2016 Mitglied des Präsidiums von Wikimedia Deutschland sowie seit 2014 als Wikipedianer in der Bremer Community aktiv.

## Forschung und Lehre

### Forschungsfelder
- Digitale Medien
- Interaction Design, Usability, User Experience
- e-Learning[4]
- Wissensmanagement[5]
- Informatik und Gesellschaft[6]

### Internationale Lehrtätigkeit
- 1995 bis 1996 Gastprofessor an der Keiō-Universität, Tokio/Japan (Toshiba Chair)
- 2004 bis 2018 Gastprofessor an der Technischen Universität Guangdong, Guangzhou/China
- 2017 Gastprofessor an der Tongji-Universität, Shanghai/China

### Tätigkeiten in der Akademischen Selbstverwaltung
- 1976 bis 1986 Leiter der Forschungsgruppe „Informatik und Gesellschaft“ im Fachbereich Informatik der Technischen Universität Dortmund
- 1990 bis heute Leiter der Forschungsgruppe Sozioinformatik im Fachbereich Mathematik und Informatik der Universität Bremen
- 1992 Dekan (Sprecher) des Fachbereichs Mathematik und Informatik der Universität Bremen
- 1995 Gründungsmitglied des Technologie-Zentrums Informatik in der Universität Bremen
- 1997 Vorsitzender der Gründungskommission für den hochschulübergreifenden internationalen Studiengang Digitale Medien an der Universität Bremen: Bachelor (ab 1999) und Master (ab 2002)
- 1999 bis 2007 Mitglied des Akademischen Senats der Universität Bremen
- 2000 bis 2001 Sprecher des Technologie-Zentrums Informatik der Universität Bremen
- 2001 bis 2012 Mitglied im Vorstand des Zentrums für Multimedia in der Lehre der Universität Bremen

## Weitere Mitgliedschaften
- Mitglied Gesellschaft für Informatik (GI)
- Mitglied German UPA (Usability Professionals' Association)
- Mitglied Forum InformatikerInnen für Frieden und gesellschaftliche Verantwortung (FIfF)
- Mitglied des Präsidiums von Wikimedia Deutschland – Gesellschaft zur Förderung Freien Wissens e.V. (2013 bis 2016)
- Vorsitzender des Aufsichtsrats der hmmh multimediahaus AG (2000 bis 2005)
- Vorsitzender des Aufsichtsrats der UniBremenSolar Genossenschaft (2011 bis 2014 und seit 2015)

## Veröffentlichungen (Auswahl)
- Didaktik sozialwissenschaftlicher Methodenlehre. Weinheim/Basel 1977; zusammen mit U. Elwitz, I. Gorges, U. Koch und A. Martin
- Soziologie und Kybernetik. Frankfurt (Main)/Bern/Cirencester 1980
- Computereinsatz: Auswirkungen auf die Arbeit. Reinbek 1982 [Nachdrucke: 1983, 1984, 1985]; zusammen mit F. Wicke und W. Wicke
- Software-Ergonomie. Stuttgart 1983; hrsg. zusammen mit H. Balzert et al.
- Paradigms in software technology. In: Proceedings of the International Conference on Human Centred Design. Tokyo/Kyoto (Japan) 1990
- Computergestützte Gruppenarbeit (CSCW). Stuttgart: Teubner 1991 (Berichte des German Chapter of the ACM, Bd. 34); hrsg. zusammen mit K.-H. Rödiger
- Informatik und Gesellschaft. Heidelberg: Spektrum 1995; hrsg. zusammen mit Th. Herrmann, M. Peschek, A. Rolf
- Industrial culture and software production. In: Rasmussen, L.; Rauner, F. (eds.): Industrial cultures and production. Understanding competitiveness. London etc.: Springer 1996, 70-83
- Design Science 97. In: AI and Society, vol. 10 (1996) no. 2, 199–217
- Telelearning. In: Holzamer, H.-H.; Lang. J. (Hrsg.): Qualifizierung rechnet sich – Neue Lernformen für den Mittelstand. (Proceedings „2. Berufs- und Bildungsforum“, München, 28. Oktober 1999). Süddeutscher Verlag: München 2000, 55–66
- Context of use in mobile support systems for maintenance work. In: Context in mobile HCI (Mobile HCI 05, Salzburg, 19.–22. September 2005, Proceedings) 2005; zusammen mit D. Krannich
- Participatory prototyping. In: Rauner, F.; Maclean, R. (ed.): Handbook of Technical and Vocational Education and Training Research, Springer 2008, 598–604
- CoLinK: Cooperative knowledge management for engineering teams. In: Ackermann, M.; Dieng-Kuntz, R.; Simone, C.; Wulf, V. (eds.): Knowledge Management in Action. Boston: Springer 2008, 81–95; zusammen mit M. Klingemann
- epos – an ePortfolio for Language Learning. In: Proceedings of the International Conference “ICT for Language Learning” 2011; zusammen mit Rüdiger Fehse und Bärbel Kühn[4]